# Muhut
Muhut (auch Mahout) ist eine Kleinstadt mit ca. 4000 Einwohnern im Sultanat Oman. Muhut liegt nahe der Küste zum Indischen Ozean und zur Insel Masira. Erreichbar ist die Ortschaft über die eine Abzweigung von der Route 32. Muhut ist administrativ auch ein Wilaya des Gouvernements Al-Wusta. Der Verwaltungsbezirk hat eine Größe von 12.937 km² und eine Einwohnerzahl von 12.488 Personen. Die nahe der Stadt gelegene Muhut-Insel ist bekannt für ihre Mangrovenbäume und vielfältige Fauna wie etwa Flamingos und Möwen.